# Idaea macropaga
Idaea macropaga là một loài bướm đêm trong họ Geometridae.